# Henk Robben
J.H.M. (Henk) Robben (Barger-Compascuum, 13 december 1952) is een Nederlands politicus van het CDA.
Hij werd geboren als boerenzoon. Na de ulo in Emmen ging hij naar de middelbare agrarische school waarna Robben naar Groningen ging om verder te studeren aan de hogere agrarische school. Daarna deed hij nog enkele aanvullende studies.
In 1977 begon hij zijn carrière als adviseur bij het Consulentschap Melkveehouderij en twee jaar later werd hij sociaaleconomisch voorlichter bij de Overijsselse Landbouw Maatschappij (OLM). In 1995 ging OLM op in de Gewestelijke Land en Tuinbouw Organisatie (GLTO) waar hij toen algemeen secretaris werd. Per 1 januari 2005 fuseerden GLTO, NLTO en WLTO tot LTO Noord. In die periode werd Robben voorzitter van het College van Bestuur van Agrarisch Onderwijs Centrum (AOC) de Groene Welle in Zwolle en Hardenberg en bestuurslid van de landelijke AOC Raad.
Daarnaast was hij meerdere jaren actief in de lokale politiek; eerst in schaduwfracties en daarna vier jaar als CDA-gemeenteraadslid/fractievoorzitter in zijn woonplaats Raalte. Begin 2009 werd hij de voorzitter van de Stichting Stöppelhaene Raalte. Vanaf 1 juni 2010 was Robben de burgemeester van de Twentse gemeente Wierden. In 2018 kondigde hij aan in 2019 te willen stoppen. Op 24 mei 2019 was zijn laatste gemeenteraadsvergadering. Hierbij kreeg hij de versierselen van Ridder in de Orde van Oranje-Nassau opgespeld. Sinds juni 2019 is Doret Tigchelaar-van Oene de burgemeester van Wierden.